# Црвени орао
Црвени орао (шп. Águila Roja) шпанска је теленовела, снимана од 2009. до 2016.
У Србији се од 2010. приказује на Хепи телевизији.